# Clouds Taste Metallic
Clouds Taste Metallic è il settimo album in studio dei Flaming Lips.

## Tracce
1. The Abandoned Hospital Ship – 3:38
2. Psychiatric Explorations of the Fetus with Needles – 3:27
3. Placebo Headwound – 3:40
4. This Here Giraffe – 3:46
5. Brainville – 3:13
6. Guy Who Got a Headache and Accidentally Saves the World – 4:29
7. When You Smile – 3:13
8. Kim's Watermelon Gun – 3:21
9. They Punctured My Yolk – 4:21
10. Lightning Strikes the Postman – 2:50
11. Christmas at the Zoo – 3:06
12. Evil Will Prevail – 3:45
13. Bad Days (Aurally Excited Version) – 4:38

## Formazione
- Wayne Coyne - voce, chitarra
- Ronald Jones - chitarra, feedback, cori
- Micheal Ivens - basso, chitarra, cori
- Steven Drozd - batteria, pianoforte, chitarra, cori